# Cathay Pacific
Cathay Pacific er et flyselskab med base i Hongkong. Selskabet er medlem af Oneworld-alliancen. Cathay Pacific er kendt for sin høje servicestandard om bord og blev i 2009 kåret til verdens bedste flyselskab.
Cathay Pacific blev meget omtalt i hele verden i 2009, da en kinesisk kvinde gik amok i Hong Kong lufthavn, efter hun missede flyet til San Fransisco. YouTube klippet blev set af over fem millioner mennesker. Flyselskabet har efterfølgende beklaget hændelsen.
Hovedaktionærerne i Cathay Pacific er Swire Pacific og Air China.

## Genopretningsplan 2020
Cathy Pacific blev trafikmæssigt, og dermed økonomisk, hårdt ramt af Demonstrationerne i Hongkong 2019-2020. Coronaviruspandemien i 2020, hvor de fleste fly blev stående på jorden, medførte yderligere tab på 580 millioner USD (knap 4 milliarder DKK) i årets første fire måneder. Den 10. juni 2020 meddelte selskabet om en regeringsledet redningsplan for 39 milliarder Hongkong-dollar ( cirka 34 milliarder DKK), hvor hovedparten af den nye kapital kommer fra nye aktier udstedt til "Aviation 2020", et selskab ejet af Hong Kong-regeringen, samt et regeringslån på 7,8 milliarder Hongkong-dollar. Ifølge avisen South China Morning Post er det er første gang Hong Kongs regering direkte har tilført penge til en privatejet virksomhed. Cathy Pacific havde på pågældende tidspunkt 33.000 medarbejdere og var et af Asiens største luftfartsselskaber, samt verdens 5.største luftfragtselskab. 45 procent af aktierne var ejet af Swire Group, et multinationalt konglomerat med hovedsæde i Hong Kong, mens Air China ejede 30 procent.